# Mastigocladus laminosus
Espèce
Mastigocladus laminosus est une espèce de cyanobactéries de l'ordre des Stigonematales.